# Felix Slováček

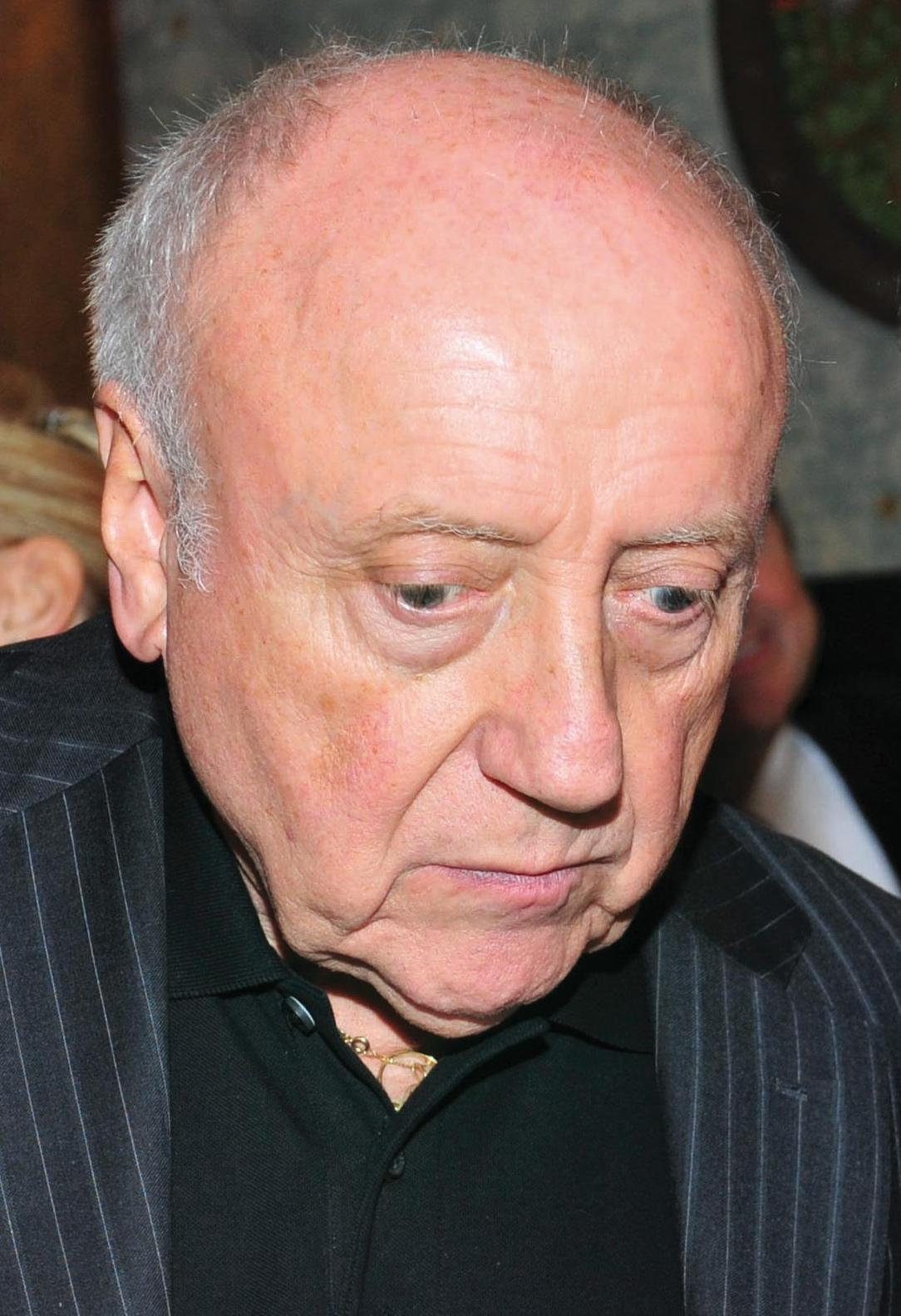
Felix Slováček

Felix Slováček, geboren als Antonín Slováček (Zlín, 23 mei 1943) is een Tsjechische klarinettist, saxofonist, componist en bigband-leider. Sinds 1983 is hij gehuwd met de actrice Dagmar Patrasová.

## Biografie
Slováček studeerde in zijn jeugd (tegen zijn zin in) piano en viool. Later ontstond zijn interesse voor de klarinet en saxofoon. Hij studeerde aan het conservatorium in Kroměříž en de Janáček-muziekacademie in Brno. Hij trad op met het orkest van Karel Vlach, het orkest van Gustav Brom, de Rias Radio Bigband, de DR Big Band in Kopenhagen en de WDR Big Band. Slováček was in de jaren 1969 tot 1986 solist van het orkest van Ladislav Štaidl. Hij heeft tegenwoordig een eigen bigband. Hij heeft al meer dan twee miljoen platen verkochtl.

## Discografie (selectie)
- 2008: Made in Czecho Slováček
- 2003: Gold
- 1998: Felix Slováček Con Amore (Český rozhlas)
- 1998: Felix Slováček Big Band – Happy-Go-Lucky (Český rozhlas)
- 1997: 20 x Felix Slováček (Bonton music)
- 1996: Rozvíjej se, poupátko
- 1996: Felix Slováček a jeho Beatles (Monitor-EMI)
- 1996: Felix Slováček – Saxo (Bonton music)
- 1994: Dvorana slávy
- 1994: Felix Slováček – Classic Essential (Supraphon)
- 1993: For Lovers (Supraphon)

- Gemeinsame Normdatei: 134655249
- International Standard Name Identifier: 0000 0000 5831 1769
- Library of Congress Control Number: n84089381
- Nationale Bibliotheek van Tsjechië: jn19990209774
- Virtual International Authority File: 79715259
- WorldCat: E39PBJbWwKDjwq4xFYy4pQqxXd